# Princípios de Filosofia

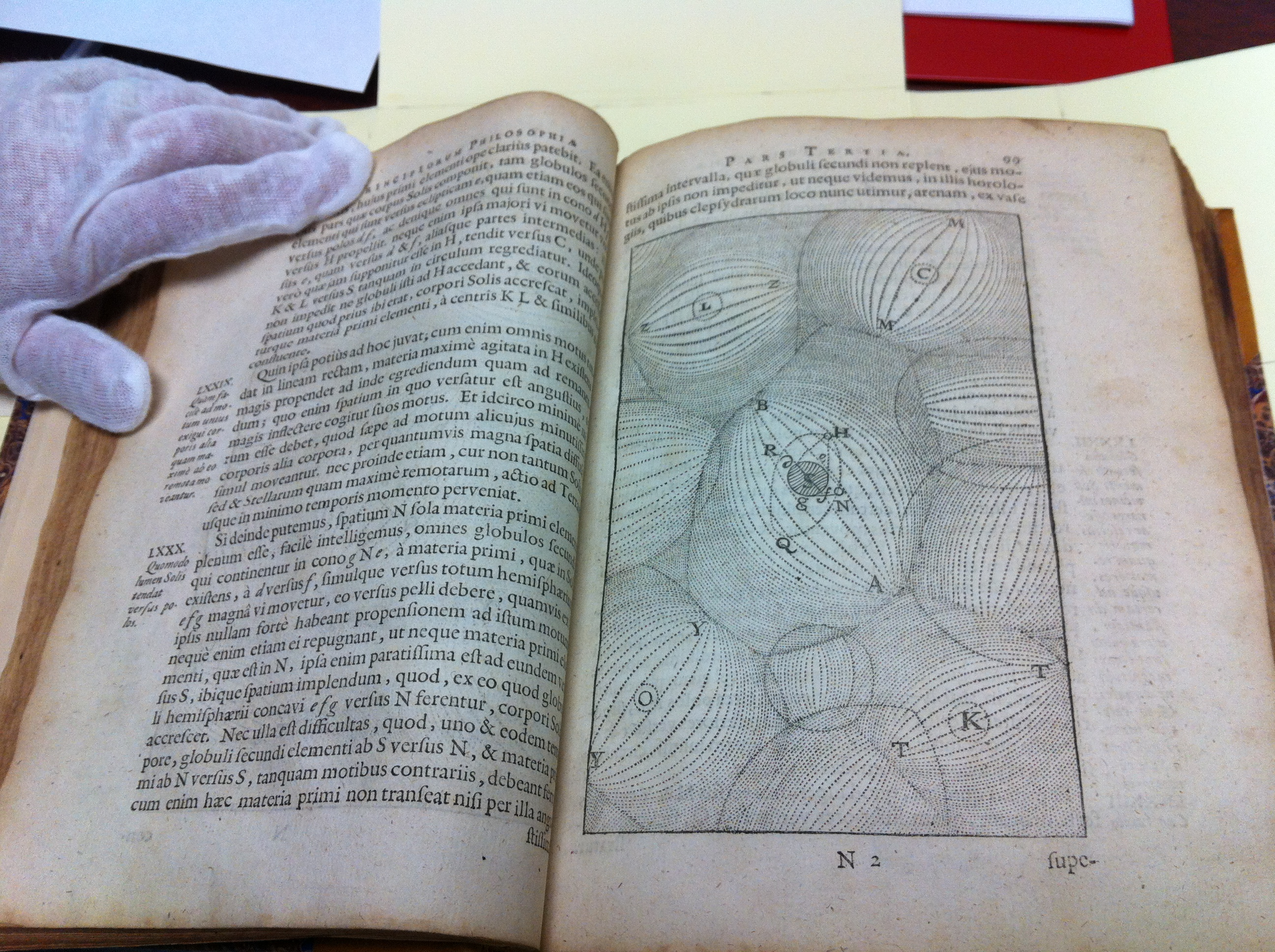
Principia Philosophiae, de René Descartes, impresso em 1656. Este exemplar pertence à coleção de livros raros de Tom Slick, na biblioteca do Southwest Research Institute, em San Antonio, Texas.

Princípios da Filosofia (em latim: Principia Philosophiae) é um livro de René Descartes. Em essência, trata-se de uma síntese do Discourse on Method e das Meditations on First Philosophy. Escrito em Latim, foi publicado em 1644 e dedicado a Isabel da Boêmia (Elisabeth of Bohemia), com quem Descartes manteve longa amizade. Uma versão em francês (Les Principes de la Philosophie) apareceu em 1647.
O livro expõe os princípios da natureza — as Leis da Física — segundo a visão de Descartes. Em especial, apresenta o princípio de que, na ausência de forças externas, o movimento de um objeto será uniforme e em linha reta. Newton apropriou-se desse princípio de Descartes e o incluiu em seus próprios Principia; até hoje, costuma ser referido como Primeira Lei de Newton. O livro destinava-se, sobretudo, a substituir o currículo aristotélico então adotado nas universidades francesas e britânicas. A obra fornece uma exposição sistemática de sua metafísica e filosofia natural, representando o primeiro relato verdadeiramente mecanicista do universo.

## Conteúdo

### Prefácio à edição francesa
Descartes solicitou ao abade Claude Picot que traduzisse seu Principia Philosophiae em latim para o francês. Para essa edição, escreveu um prefácio disfarçado em forma de carta ao tradutor, com o título “Carta do autor ao tradutor do livro, que pode servir de prefácio”. Foi publicado em 1647, quando Descartes estava com 51 anos, já no período maduro e final de sua vida. Nesse texto, Descartes oferece reflexões sobre suas ideias de sabedoria e filosofia. Seu conteúdo pode ser resumido assim:
Conceito de filosofia

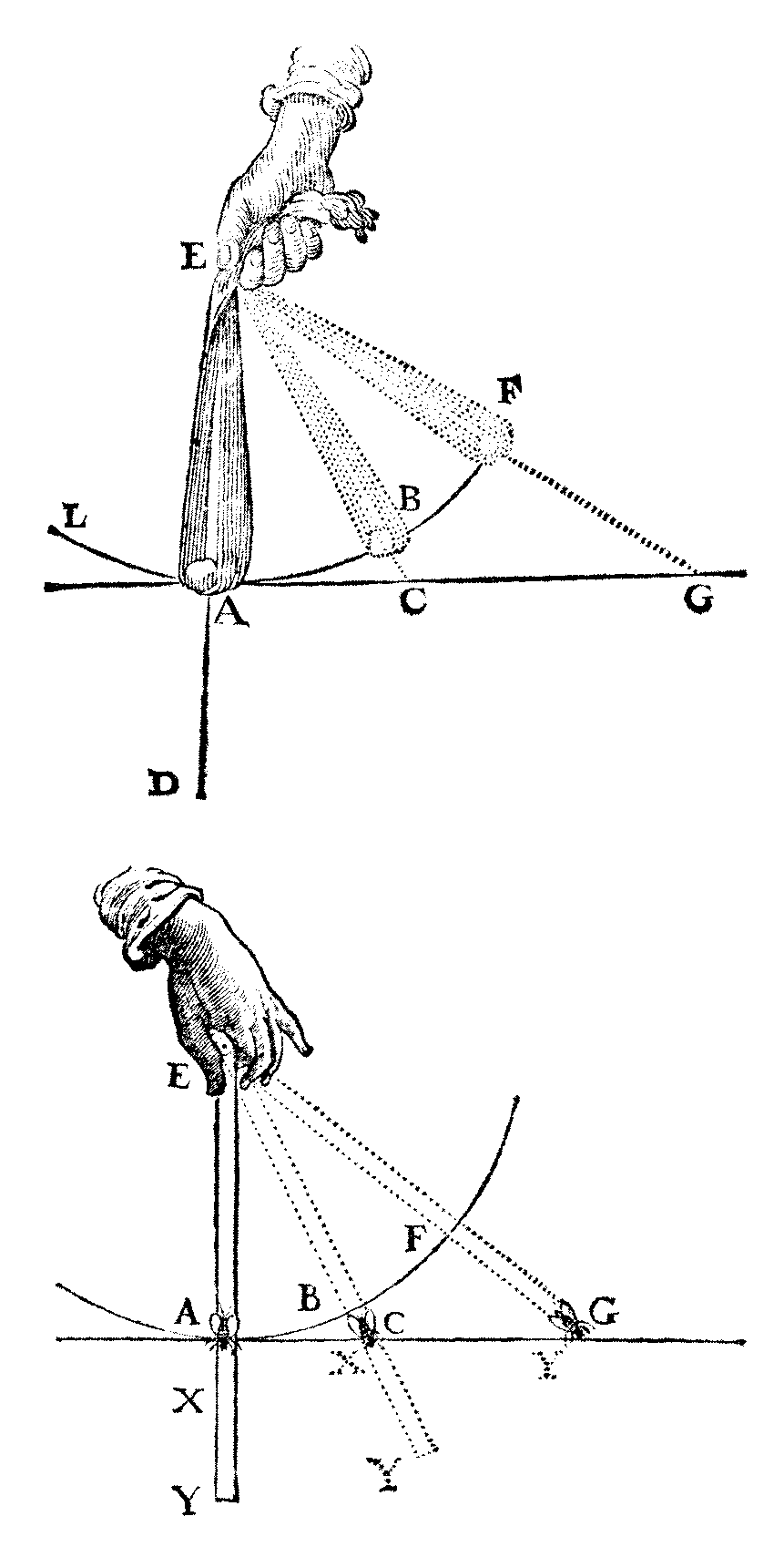
Ilustração do movimento de objetos em Princípios, 316x316px

Filosofia é o estudo da sabedoria, entendida como a habilidade de conduzir as atividades humanas; e também como o conhecimento perfeito de todas as coisas que o homem pode saber para orientar sua vida, manter sua saúde e conhecer as artes. Apenas Deus é perfeitamente sábio, e o homem é mais ou menos sábio conforme o conhecimento que tenha das verdades mais importantes.
Os graus de conhecimento
Descartes identifica quatro graus de conhecimento, que chama de comuns, e um quinto grau que denomina superior. O primeiro grau consiste em noções claras e evidentes que podem ser adquiridas sem necessidade de meditação. O segundo grau é tudo aquilo que se aprende por meio dos sentidos. O terceiro reúne o que aprendemos conversando com os outros. O quarto consiste no que podemos aprender nos escritos daqueles capazes de fornecer bons ensinamentos.
Sabedoria superior
Ao longo da história, houve grandes pessoas que buscaram uma sabedoria melhor e mais segura, um “quinto grau” de conhecimento. Isso envolveu a busca pelas primeiras causas, e aqueles que seguiram esse caminho receberam o nome de filósofos, mas Descartes acredita que nenhum tenha alcançado êxito até então.
Dúvida e certeza
Desde Platão e Aristóteles, discute-se dúvida e certeza. Os que defendiam a dúvida chegavam ao extremo de duvidar mesmo das coisas mais evidentes, enquanto os que procuravam a certeza confiavam excessivamente nos sentidos. Embora se aceitasse que os sentidos pudessem enganar-nos, segundo Descartes, ninguém havia afirmado ainda que a verdade não pode basear-se nos sentidos, mas no entendimento, quando este se apoia em percepções evidentes.
Meditações sobre a filosofia primeira
A busca pelas primeiras causas, ou verdades fundamentais, empreendida por Descartes, encontra-se nesta obra, que esclarece os princípios metafísicos sobre os quais se constrói o restante do conhecimento.
A árvore da filosofia
Descartes descreve a filosofia como uma árvore, cujas raízes são a metafísica, o tronco é a física, e os ramos são as demais ciências — principalmente a medicina, a mecânica e a moral, que constituem o último grau da sabedoria. Do mesmo modo que os frutos se encontram nas partes externas da árvore, a utilidade da filosofia também está nas áreas que derivam de sua base.

### Corpo da obra
Há quatro partes:
- Parte I – Sobre os Princípios do Conhecimento Humano
- Parte II – Sobre os Princípios das Coisas Materiais
- Parte III – Sobre o Mundo Visível
- Parte IV – Sobre a Terra.[6]

## Exemplares e edições modernas
Um exemplar do Principia Philosophiae datado de 1656 pertence à coleção de livros raros de Tom Slick no Southwest Research Institute (Texas). Em 1722, foi traduzido para o italiano por  it. (cf. C. Landolfi, Giuseppa Eleonora Barbapiccola: Opere scelte, Mirista-moderna, Salerno, 2024)
Em 1983, a editora holandesa D. Reidel publicou uma edição em inglês do Principia Philosophiae (ISBN 90-277-1451-7), traduzida por Valentine Rodger e Reese P. Miller, com notas explicativas. Embora seja a tradução da obra latina original de 1644, essa edição inclui material adicional da tradução francesa de 1647.